# 서호동로
서호동로(Godeung-ro) 수원시 권선구 서둔동 농내교삼거리 에서 권선구 서둔동 육교삼거리 를 잇는 도로이다.

## 주요 경유지
경기도
- 수원시 권선구 (서둔동)

## 노선
| 이름         | 접속 노선              | 소재지 | 소재지 | 소재지 | 비고 |
| ------------ | ---------------------- | ------ | ------ | ------ | ---- |
| 농대교삼거리 | 서호로                 | 수원시 | 권선구 | 서둔동 |      |
| 서둔 교차로  | 세화로                 | 수원시 | 권선구 | 서둔동 |      |
| 육교삼거리   | 국도 제42호선 (수인로) | 수원시 | 권선구 | 서둔동 |      |

## 주요 시설및 건물
- 새마을금고 서호새마을금고 서둔지점 (서호동로 20/서둔동 45-171)
- CU 수원서둔스카이점 (서둔로 26/서둔동 46-4)
- 롯데칠성음료 수원지점 (서호동로 28/서둔동 45-5)
- BHC 치킨 서둔점 (서호동로 42/서둔동 17-20)
- SK에너지 우성충전소 (서호동로 65/서둔동 9-28)